# Josué ben Gamla
Josué ben Gamla  (em hebraico:  יהושע בן גמלא), também chamado Jesus filho de Gamala (em grego:   Ἰησοῦς υἱὸς Γαμάλα), foi um sumo sacerdote judeu por volta de 64-65 EC. Ele foi morto durante a Primeira Guerra Judaico-Romana. Enquanto o Talmud se refere a Josué ben Gamla, as obras gregas anteriores de Flávio Josefo o chamam de Γαμάλα μὲν υἱὸς Ἰησοῦς (Gamala men huios Iesous) um semitismo para: O filho de Gamala, Jesus. 
Josué se casou com a rica viúva Martha da família do sumo sacerdote Boeto e foi nomeado Sumo Sacerdote por Herodes Agripa II. De acordo com fontes talmúdicas, MMartha subornou um "Rei Jannai" para nomear Josué Sumo Sacerdote com um tarkab de denários. Isso não pode se referir a Alexandre Janeu, que reinou 150 anos antes e era o próprio Sumo Sacerdote, mas pode se referir ao rei Agripa II, conforme mencionado nas notas talmúdicas. Os dois lotes usados em Yom Kippur, anteriormente de buxo, ele fez de ouro. Josué não permaneceu muito tempo no cargo, sendo forçado, após um ano, a ceder lugar a Matatias ben Teófilo.
Embora Josué não fosse um estudioso, ele se preocupava com a instrução dos jovens e providenciou escolas em todas as cidades para crianças com mais de cinco anos de idade, ganhando assim os elogios da posteridade. O Talmud afirma: "Josué b. Gamala veio e ordenou que professores de crianças pequenas fossem nomeados em cada distrito e cada cidade, e que as crianças deveriam entrar na escola com a idade de seis ou sete anos.". Ele é, portanto, considerado o fundador da instituição de educação judaica formal.
Embora não fosse mais o Sumo Sacerdote, Josué permaneceu um dos líderes de Jerusalém. Juntamente com outro ex-sumo sacerdote, Ananus ben Ananus, e outros homens proeminentes, ele se opôs sem sucesso à eleição de Phinehas b. Samuel (68) como sumo sacerdote. Josefo relata que Josué era um "amigo íntimo", que relatou ao pai de Josefo uma conspiração para substituir Josefo como general da Galiléia. Como seu pai lhe escreveu sobre a conspiração, Josefo foi capaz de resistir.
Josué tentou pacificamente impedir que os fanáticos e combativos idumeus entrassem em Jerusalém durante o Cerco do Templo Zelota. Depois de tomarem posse da cidade, esses fanáticos se vingaram dele de forma sangrenta, matando ele e Ananus como traidores de seu país (68).

## Identificação
Estudiosos têm argumentado que Josué ben Gamla do Talmud é o mesmo sumo sacerdote dos dias da destruição, e que o sacerdócio foi adquirido de Herodes Agripa II.